# ویساس

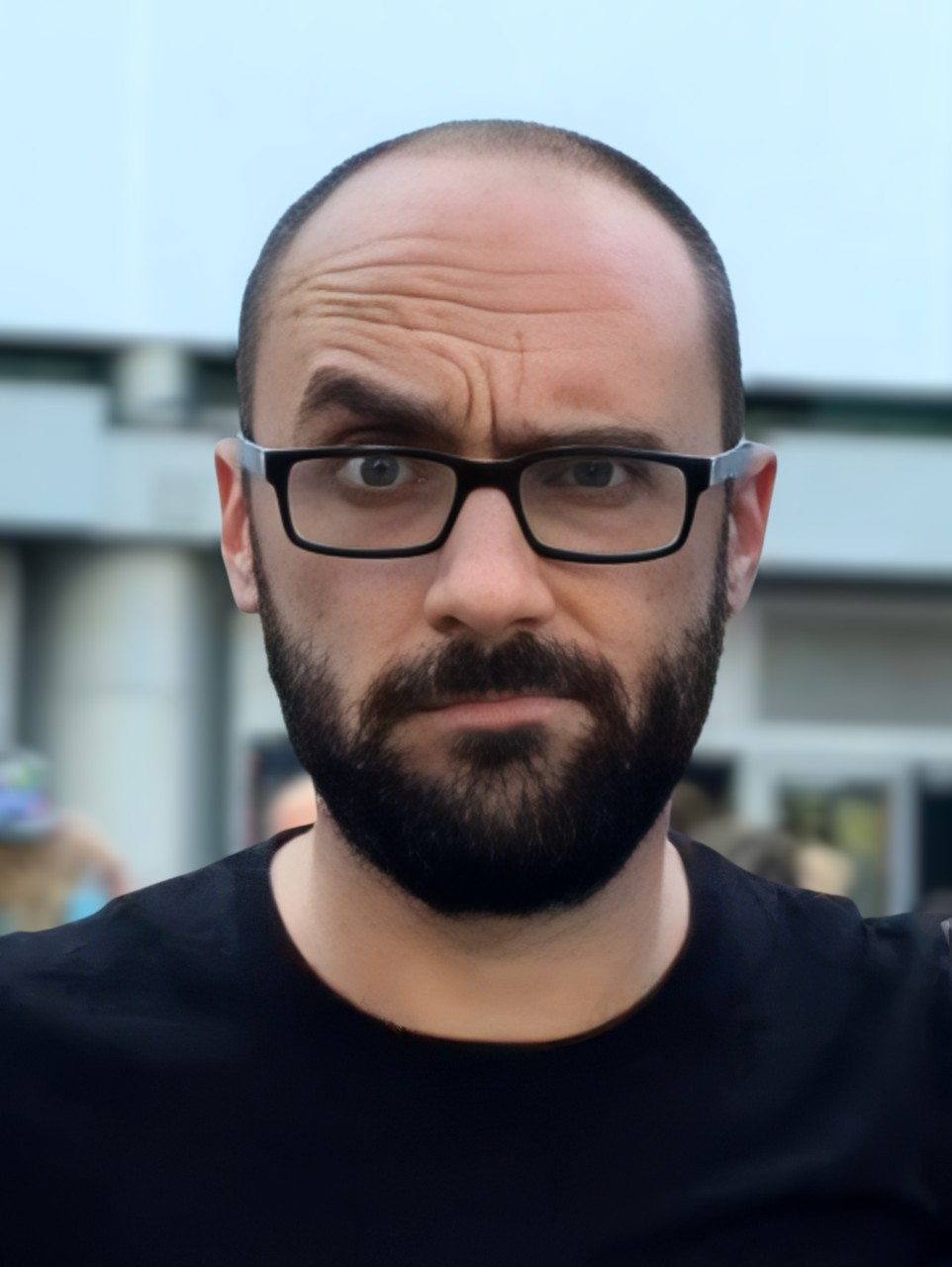
مایکل استینوس موسس ویساس

ویساس (به انگلیسی: Vsauce) شامل شماری کانال یوتیوب توسط مایکل استیونس است. این کانال‌ها بیشتر دربرگیرندهٔ موضوعاتی چون دانش و فلسفه و کمی فناوری، بازی‌های ویدئویی، و غیره است.

## تاریخچه
بر پایه قسمت ۱۸ سری "LÜT" در کانال اصلی ویساس، نام "Vsauce" توسط یک وبسایت ساخت نام تقلبی ساخته شد. هنگامی که مایکل سایتی با نام تقلبی Vsauce.com ساخت شروع به آپلود فیلم ها کرد.

## کانال‌ها

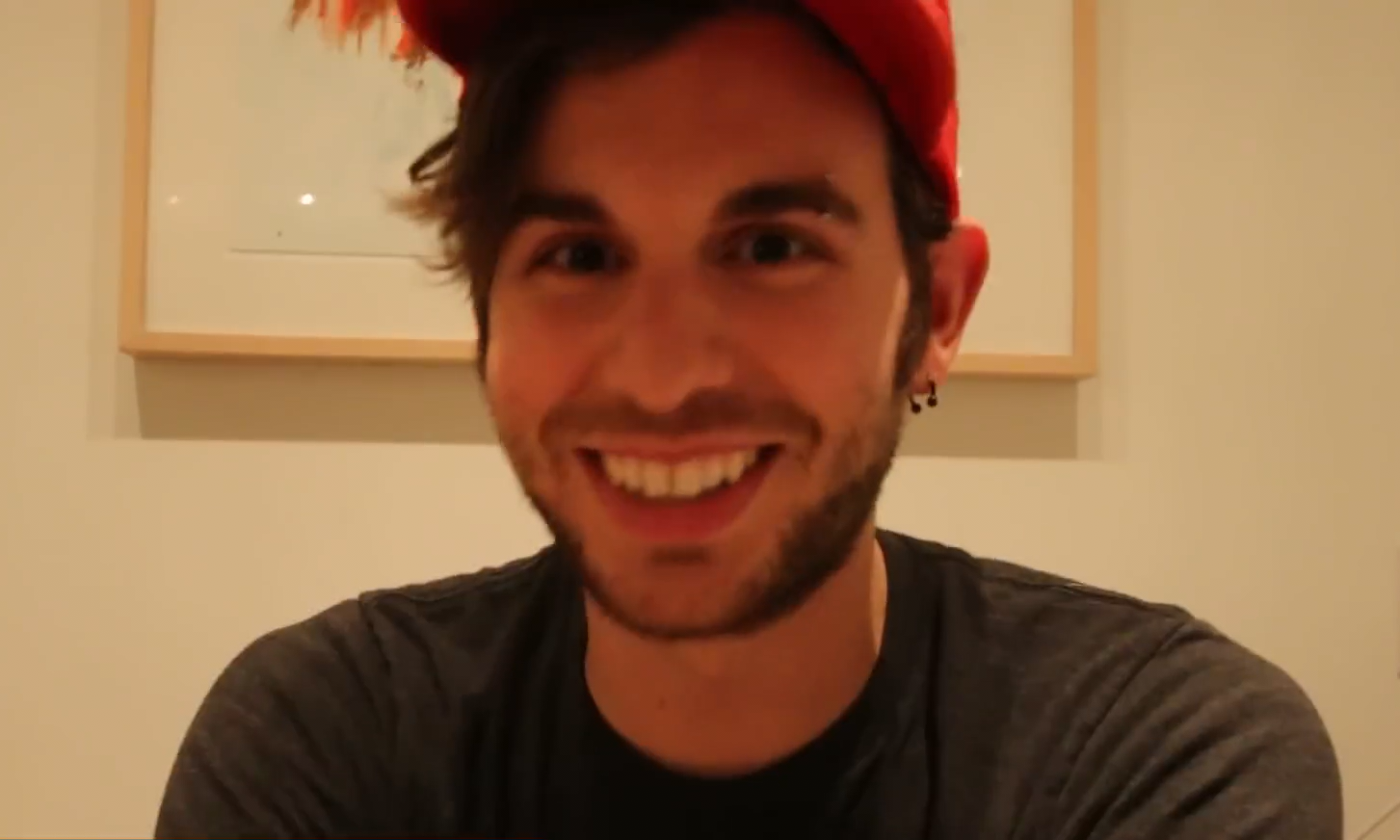
ویساس

### ویساس
کانال اصلی ویساس، که گاهی برای جلوگیری از اشتباه گرفتن با بقیه ویساس ۱ نیز نامیده می‌شود و توسط خود مایکل استیونس میزبانی می‌شود شامل موضوعاتی ترکیبی از فلسفه و علم است. در این بخش معمولاً مایکل بحث خود را با پیدا کردن ریشهٔ کلمات آغاز می‌کند.

### ویساس ۲
کانال ویساس ۲ شامل ۹ بخش است که دانش غیرعادی و تکنولوژی را با نام‌های MindBlow، FAK، BiDiPi، Thought Glass، LÜT، WAC، ۵۴۳۲۱، BOAT و Weirdos of the Month پوشش می‌دهد.

### ویساس ۳
ویساس ۳ بخشی است که به بازی‌های ویدئویی و جهان‌های خیالی می‌پردازد و در حال حاضر شامل ۶ بخش است.

### WeSauce
WeSauce کانالی است که به نشان دادن و معرفی کردن کارهای طرفداران کانال‌های ویساس می‌پردازد.